# یرسورو
یرسورو شهری در شهرستان سولنزو در استان بانوا در بورکینافاسوی غربی است و جمعیت آن ۲,۸۱۲ نفر است.